# Сегизбаев, Абдил
Абдил Сегизбаев (кирг. Абдил Сегизбаев; 2 июня 1973, Фрунзе, Киргизская ССР, СССР) — государственный и политический деятель Киргизской Республики. Председатель Государственного комитета национальной безопасности (с 2015 по 7 апреля 2018 года) — генерал-майор. Кандидат в президенты Кыргызстана на выборах 2021 годов.

## Биография
- в 1996 году окончил Киргизский сельскохозяйственный институт имени Скрябина в городе Бишкек по специальности агрономия.
- 1995 по 2000 год — координатор Фонда «Сорос-Кыргызстан».
- 2000 по 2003 год — член Швейцарской ассоциации международного сотрудничества.
- 2003 по 2005 год — официальный представитель Президента Киргизской Республики Аскара Акаева.
- 2011 по 2012 год — помощник президента Алмазбека Атамбаева.
- в 2012 году он был начальником управления информационной политики Администрации Президента Киргизской Республики — помощник Президента Киргизской Республики.
- в 2012 году он был советником Президента Киргизской Республики по информационной политике.
- в 2014 году назначен директором Службы анализа угроз и рисков национальной безопасности на уровне заместителя Государственного комитета национальной безопасности.
- 2015 по 2018 год — председатель Государственного комитета национальной безопасности.